# André Kamperveen
André Kamperveen (27 de septiembre de 1924 - 8 de diciembre de 1982) fue un futbolista, administrador deportivo, político y hombre de negocios surinamés. El estadio André Kamperveen de Paramaribo fue bautizado en su honor.

## Carrera de jugador

### Carrera profesional
Kamperveen debutó en la posición de delantero y jugó durante un año en el Paysandu Sport Club de Brasil. Luego en los años 1950 emigró a los Países Bajos desempeñándose en el HFC Haarlem. Fue el primer surinamés que jugó en la Eredivisie de los Países Bajos.
Además de su carrera de futbolista, en los Países Bajos tuvo una formación de animador deportivo que le llevó a practicar otras disciplinas deportivas como el judo, boxeo, jiu-jitsu y el baloncesto. Regresó a Paramaribo en 1957.

### Selección nacional
Kamperveen fue internacional con la selección de Surinam donde llegó a ser capitán jugando en varias ocasiones en las décadas del 40 y 50. El 30 de mayo de 1946, fue titular ante Colombia en el marco de un torneo amistoso celebrado en Curazao. También disputó el primer partido entre Surinam y Países Bajos, el 1 de agosto de 1954.

## Carrera de dirigente y político
Kamperveen tuvo una exitosa carrera de dirigente deportivo que le llevó a ser vicepresidente de la CONCACAF en octubre de 1977 y luego primer Presidente de la CFU, electo en Haití, el 28 de enero de 1978. Durante un congreso de la FIFA realizado en Nueva York los días 6 y 7 de junio de 1980 fue nombrado miembro del directorio de la FIFA.
Pero también incursionó en la política de su país ya que después del golpe de los sargentos de febrero de 1980, fue secretario de prensa de los golpistas. Un mes más tarde, fue ministro adjunto de Deportes en el gabinete del primer ministro Henk Chin A Sen, y un año después, fue nombrado ministro de Juventud, Deportes y Cultura.

## Asesinato

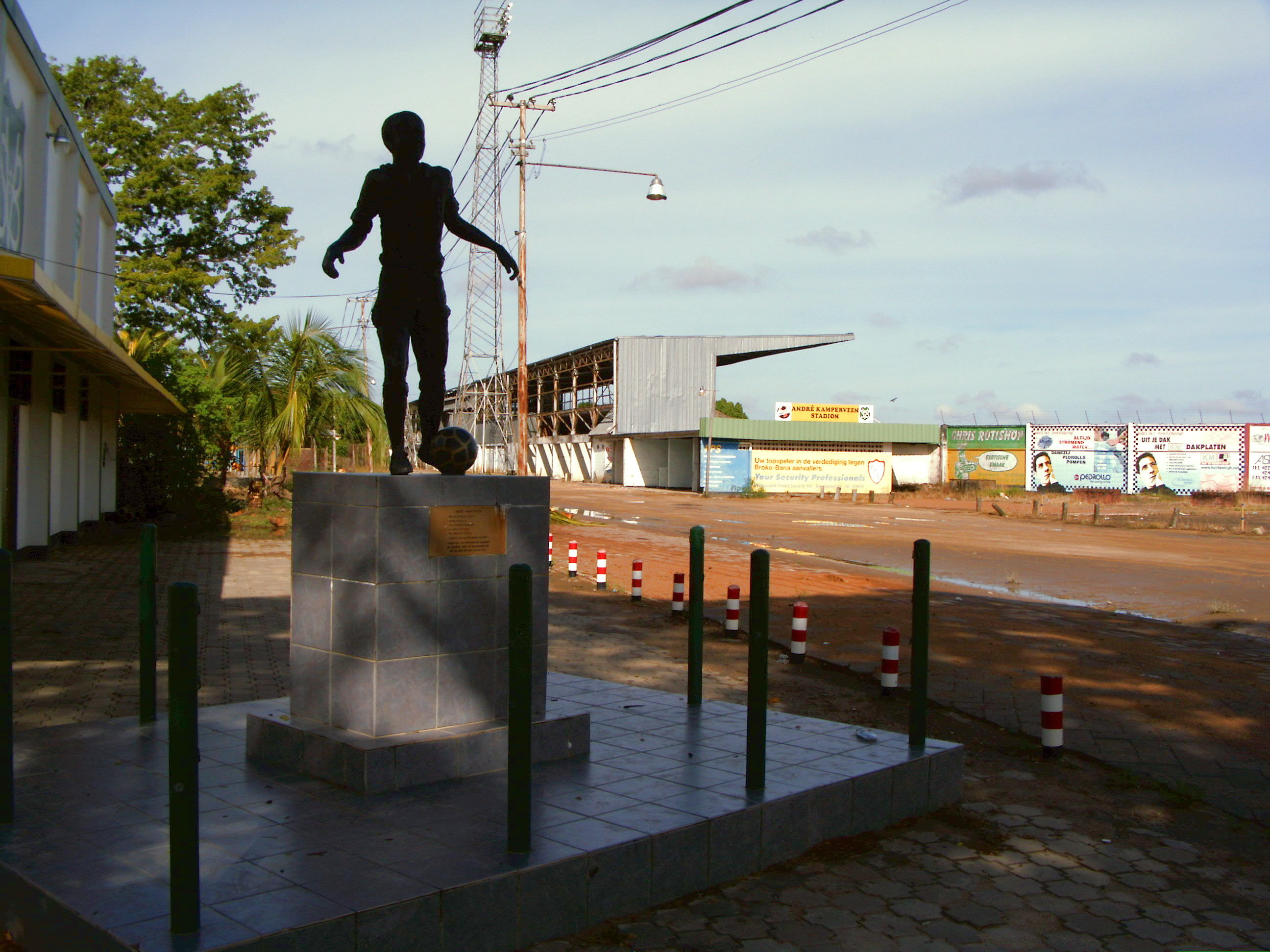
Estatua de André Kamperveen en el estadio que lleva su nombre, la estatua fue realizada por Erwin de Vries.

Kamperveen dimitió de su puesto de ministro, uniéndose al movimiento de protesta pacífica contra la dictadura. El 8 de diciembre de 1982 fue arrestado por los soldados de Dési Bouterse y trasladado a Fuerte Zeelandia donde fue severamente golpeado y maltratado. Inclusive fue obligado a leer una declaración radial falsa donde admitía su presunta participación en una intentona golpista. Terminó por ser asesinado junto con otras 14 víctimas (véase Asesinatos de Diciembre). Sus restos dejaron constancia de lesiones en la mandíbula, fracturas del fémur y 18 agujeros de bala en el pecho. Su funeral tuvo lugar al día siguiente y atrajo a miles de personas.
A la memoria de André Kamperveen, el 1 de octubre de 2000, con motivo de su 80 aniversario, el estadio de fútbol de Surinam fue rebautizado estadio André Kamperveen. El mismo día, una estatua diseñada por Erwin de Vries, también fue presentada. André Kamperveen es conmemorado a nivel nacional como uno de los quince héroes de la democracia.

## Vida personal
André Kamperveen tuvo dos hijos, Johnny Kamperveen (1946-2003), productor de radio y periodista, y Henk Kamperveen. Estuvo casado en segundas nupcias con Lea Leuvenum.
También fue fundador y director de la popular radio Ampiés Broadcasting Corporation.